# Scott Adams
Scott Adams (New York, 8 giugno 1957) è un fumettista statunitense.
È celebre per essere il creatore della striscia a fumetti Dilbert, nonché autore di diversi libri di filosofia e di parodie satiriche. Conseguì il Bachelor's degree in Economia all'Hartwick College e dal 1979 è socio del Mensa. Ha teorizzato il principio di Dilbert, secondo il quale le aziende tendono a promuovere i dipendenti più incapaci per impedir loro di far danni.
Scott Adams è un fan di Babylon 5, una serie TV di genere fantascientifico. È anche comparso nella quarta stagione della serie, nell'episodio "Moments of Transition", nella parte di un personaggio, chiamato Mr. Adams, che assolda l'ex-capo della sicurezza Michael Garibaldi per trovare il suo cane smarrito. Scott è membro della International Academy of Digital Arts and Sciences.

## Biografia
Ha lavorato a contatto con ingegneri delle telecomunicazioni alla Crocker National Bank di San Francisco tra il 1979 e il 1986, e alla Pacific Bell tra il 1986 e il 1995. Si è ispirato alle personalità dei colleghi per delineare le caratteristiche dei personaggi delle strisce di Dilbert. 
Adams è vegetariano e ha intrapreso in passato alcune iniziative commerciali - peraltro con limitato successo - per promuovere questo tipo di alimentazione. È stato fondatore e amministratore delegato della Scott Adams Foods, marchio venduto dopo l'insuccesso  commerciale di Dilberito e Protein Chef, da lui prodotti. Successivamente è stato per un breve periodo comproprietario di Stacey's Café a Pleasanton, in California. Adams ha descritto i suoi insuccessi commerciali e ciò che ha imparato da quelle esperienze, nel libro How to Fail at Almost Everything and Still Win Big.
Sostenitore di Donald Trump, a partire dal 2016 è al centro di aspre polemiche per via delle sue posizioni ritenute razziste e complottiste, a causa delle quali, nel febbraio 2023, diversi giornali hanno deciso di non pubblicare più le sue strisce.

## Pubblicazioni
- Dilbert newsletter (dal 1994)
- The Dilbert Principle (Il Principio di Dilbert) (1996)
- Dogbert's Top Secret Management Handbook (Il manuale di management di Dogbert) (1996)
- The Dilbert Future (Il futuro secondo Dilbert) (1997)
- The Joy of Work (Il piacere del lavoro secondo Dilbert) (1998)
- God's Debris (2001)
- Dilbert and the Way of the Weasel (Dilbert e la Strategia del Fur(b)etto) (2002)
- The Religion War (2004)

## Riconoscimenti
Adams ha ricevuto diversi premi per il suo lavoro, incluso il Premio Reuben della National Cartoonist Society e il Premio Newspaper Comic Strip del 1997 per il suo lavoro su Dilbert. In Italia ha vinto il Premio Yellow Kid al Salone Internazionale dei Comics di Roma del 1997.

## Posizioni religiose
Nel suo libro God's Debris del 2001, spiega perché si è dichiarato ateo: Adams sostiene che un essere onnipotente e/o perfetto non avrebbe alcun motivo di agire, in particolar modo creando l'universo; Dio non proverebbe infatti alcun desiderio, poiché il concetto stesso di desiderio è specificamente umano. Ma l'universo esiste e quindi c'è una contraddizione: di conseguenza, un dio onnipotente non può esistere.